# Clinocera daniellae
Clinocera daniellae är en tvåvingeart som beskrevs av Sinclair 2008. Clinocera daniellae ingår i släktet Clinocera och familjen dansflugor. Inga underarter finns listade i Catalogue of Life.